# 新信長の野望
『新信長の野望』（しんのぶながのやぼう）は、BBGameより配信されているスマートフォン向けゲームアプリ。略称は「シンノブ」。基本プレイ無料（アイテム課金制）。

## 概要
本作は、2013年にコーエーテクモゲームスが発売した『信長の野望・創造』の正式ライセンスを受けて制作された。同作の世界観を継承した上で、グラフィックのリファインを行い、BGMや効果音はオリジナル音源だけでなく、アレンジしたものも使用している。なお、ゲームシステムは本作独自のものであり、『信長の野望・創造』の後継作といった位置付けではない。
ストーリーは原則として史実に基づいているが、要所要所で史実をアレンジしたオリジナルの展開が繰り広げられる。

## 登場キャラクター

### SSR武将
織田信長
声 - 杉田智和
三郎信長
声 - 杉田智和
徳川家康
声 - 山路和弘
豊臣秀吉
声 - 諏訪部順一
北条氏康
声 - 川上晃二
武田信玄
声 - 俊藤光利
伊達政宗
声 - 笠間淳
真田幸村
声 - 石田彰
お市
声 - 釘宮理恵
毛利元就
声 - 中野泰佑
北条早雲
声 - 川上晃二
ねね
声 - 釘宮理恵
島津義弘
声 - 藤吉浩二
片倉小十郎
声 - 川上晃二
前田利家
声 - 越村友一
長宗我部元親
声 - 越村友一
高橋紹運
声 - 笠間淳
島津家久
声 - 川上晃二
最上義光
声 - 和泉宗兵
吉川元春
声 - 中野泰佑
尼子経久
声 - 左座翔丸
前田慶次
声 - 下山吉光
鍋島直茂
声 - 藤原聖侑
鈴木重秀
声 - 俊藤光利
柴田勝家
声 - 西垣俊作
宇佐美定満
声 - 中野泰佑
北条氏綱
声 - 西垣俊作
督姫
声 - 和久井優
服部半蔵
声 - 伊東隼人
立花誾千代
声 - 水口まつり
島津歳久
声 - 谷口悠
本願寺顕如
声 - 島田岳洋
浅井初
声 - M・A・O
六角定頼
声 - 西垣俊作
織田信秀
声 - 石毛翔弥

### SR武将
茶々
声 - 緒方佑奈
蒲生氏郷
声 - 川上晃二
井伊直虎
声 - 緒方佑奈
島津義久
声 - 伊東隼人
出雲阿国
声 - 緒方佑奈
井伊直政
声 - 内田修一
毛利隆元
声 - 徳森圭輔
村上武吉
声 - 島田岳洋
大友宗麟
声 - 藤吉浩二
堀秀政
声 - 谷口悠
馬場信房
声 - 和泉宗兵
浅井長政
声 - 石毛翔弥
北条氏政
声 - 笠間淳
福留親政
声 - 藤吉浩二
藤堂高虎
声 - 藤原聖侑
真田信幸
声 - 伊東隼人
織田信忠
声 - 越村友一
甘粕景持
声 - 藤田大介
九鬼嘉隆
声 - 左座翔丸
酒井忠次
声 - 伊東隼人
柳生宗矩
声 - 島田岳洋
滝川一益
声 - 藤吉浩二
鈴木佐大夫
声 - 中野泰佑
上杉景勝
声 - 浅井孝行
榊原康政
声 - 小柳良寛
徳姫
声 - 緒方佑奈
陶晴賢
声 - 徳森圭輔
武田勝頼
声 - 西垣俊作
丹羽長秀
声 - 西垣俊作
香宗我部親泰
声 - 西垣俊作
斎藤義龍
声 - 小柳良寛
佐久間盛政
声 - 和泉宗兵
平手政秀
声 - 小柳良寛
北条幻庵
声 - 西垣俊作

### R武将
大祝鶴
声 - M・A・O
仙桃院
声 - 三村ゆうな
松平信康
声 - 藤原聖侑
瀬名姫
声 - 水口まつり
森可成
声 - 内田修一
森長可
声 - 川上晃二
種子島時尭
声 - 藤吉浩二
伊達輝宗
声 - 島田岳洋
佐々成政
声 - 中野泰佑
稲葉一鉄
声 - 徳森圭輔
松浦隆信
声 - 左座翔丸
土田御前
声 - 水口まつり
林秀貞
声 - 徳森圭輔
谷忠澄
声 - 下山吉光
片倉喜多
声 - 黒木彩加

### N武将
蔵春院
声 - 黒木彩加
足利晴氏
声 - 伊東隼人
豊臣秀頼
声 - 内田修一
小早川秀秋
声 - 越村友一

### リリース後追加武将
上杉謙信（川中島の戦い、九州征伐報酬）
声- 津田健次郎
帰蝶（英傑訪問）
声 - 沢城みゆき
明智光秀（英傑訪問）
声 - 内山昂輝
森蘭丸（英傑訪問）
声 - 梶裕貴
今川義元（英傑訪問）
真田幸隆（英傑訪問）
本多忠勝（英傑訪問）
黒田官兵衛（英傑訪問）
立花道雪（英傑訪問）
高坂昌信（英傑訪問）
佐竹義重（英傑訪問）
村上義清（英傑訪問）
福島正則（英傑訪問）
石田三成（英傑訪問）